# 玉縄城
玉縄城（たまなわじょう）は、神奈川県鎌倉市玉縄地域城廻（旧相模国鎌倉郡玉縄村）にあった日本の城（平山城）。甘縄城ともいう。「玉縄城址」として特別緑地保全地区に指定されている（2003年6月17日指定）。最寄の鉄道駅はJR大船駅。

## 城の歴史

### 北条氏時代
永正9年（1512年）に北条早雲（伊勢盛時）により築かれたとされているが、それ以前から砦か小城があった可能性も考えられている。城の外堀が柏尾川と直結し、相模湾まで舟を繰り出すことが可能だった関係で水軍などを統括する重要拠点となった。さらに鎌倉に近いことから鎌倉の防衛という面があった。
大森氏の小田原城を奪い、西相模に進出した北条早雲は東相模の相模三浦氏と争うが、長期戦となった。この際、同氏の主筋である武蔵の扇谷上杉家当主上杉朝興が新井城に籠る三浦義同の援軍として挟撃してくることへの備えが必要とされ、三浦半島の付け根に当たるこの地に玉縄城が築かれた。三浦氏滅亡後は安房里見氏に対する押さえ、また小田原城の守りとしての役割も担った。
北条氏時代には、一門の重要人物が城主として置かれた。初代城主氏時は早雲の実子であるが享禄4年（1531年）に急逝、そのため、氏綱の実子である2代城主為昌が玉縄城に入ったがまだ少年であり、扇谷上杉家との戦いや里見氏の攻撃で焼失した鶴岡八幡宮の再建指揮も兼ねて父である氏綱が小田原城と玉縄城を往復して政務をみた。その後、氏綱は小田原城に戻ったものの、為昌は天文11年（1542年）に急逝する。このため、氏綱の娘婿で長く城代として為昌を補佐してきた北条綱成が「為昌の養子」という名目で3代城主となった（ただし、実際の年齢は綱成の方が上であり、養子縁組の存在を否定する説もある）。以後、綱成の子氏繁、氏繁の嫡男氏舜、その弟氏勝と4代にわたって城主の地位が継承された。
堅城として知られ、大永6年（1526年）11月26日に足利義明に呼応して鎌倉へ攻め入った里見義豊（里見実堯を大将とする説もある）の軍勢を撃退した鶴岡八幡宮の戦い（大永鎌倉合戦）をはじめ、度々里見氏の攻撃を退けた。また上杉謙信・武田信玄が相模へ乱入した際も攻略をあきらめたほどである（素通りしたとの見方もある）。
豊臣秀吉による天正18年（1590年）の小田原征伐においては、玉縄城主北条氏勝は山中城の守備に就いていたが落城が迫り責任をとり自害を考えた、しかし弟の北条直重らに諌められ思い留まり、敗残兵（毛利家が残した文書には700騎とある）を伴い落ち延び、諸将が集結する小田原を素通りして本拠地玉縄城に戻り籠城したことにより小田原城の北条氏政の疑心を招いた。玉縄城は徳川家康軍に包囲されたが、地元の龍寶寺住職からの説得により4月21日に、降伏・開城。開城後は徳川氏や古田重然、瀬田正忠らが守備した。以降氏勝は、下総地方の北条方の城の降伏開城に尽力し、戦後は徳川家の家臣となり、下総岩富城1万石の領主となり、岩富藩を立藩した。

### 徳川氏時代（玉縄陣屋）
徳川政権下においても玉縄城は重要視され、家康側近の本多正信・水野忠守の居城となったが、慶長20年（1615年）の一国一城令を受けて元和5年（1619年）に廃城となった。
その後、一門の長沢松平氏の松平正綱が22000石を受けて玉縄に入封され玉縄藩を立藩し、城の南山麓に玉縄陣屋を建てた。しかし3代藩主・松平正久が元禄16年（1703年）2月10日に上総の大多喜藩へ移封となったため、廃藩となった。なお寛政4年（1792年）に松平定信が海岸防備のために玉縄城の再興を計画したが、実現しなかった。

## 遺構
周囲の砦を含め、かつては広大な城域であった。1955年（昭和30年）頃までは比較的多くの遺構が残っていたようであるが、1960年以降、東急不動産の開発によりその多くが破却され、玉縄城趾には、1963年（昭和38年）に女子校の清泉女学院中学高等学校が誘致された。近年玉縄城の保存活動が行われ、史跡の指定を目指しているものの、住宅建設の折りに遺構が出てきても保存されるには至っていない。近年まで陣屋坂上の郭などに土塁が残っていたが、現在は宅地化により痕跡程度の土の高まりが見られる程にしか残っていない。また竪堀が複数残っていたが、トンネル横のマンション建設により破壊された。近年は宅地化が進み周囲に数多くのマンションが建築された。清泉女学院中学校・高等学校に隣接する住宅地に「早雲台」、周辺地域に「城山」「城廻」「関谷」「植木」等の地名を残し、辛うじて龍寶寺から玉縄城大手口へと至る七曲坂、久成寺から同じく大手口へ至る、ふわん坂・陣屋坂等が残っているが、往時の状況を偲ぶことは困難である。かつての主郭跡と諏訪壇は女子校ということもあって学校警備は厳重であり、申請後に学校から許可を得られた場合、見学会開催時などの限られた時を除き、城跡の見学はできない。
- 城の最高部であったといわれる土壇「諏訪壇」がある。諏訪壇下には土塁（もしくは土橋）が残り、更にその下に三角形の曲輪が残る。諏訪壇とけまり場間に堀切、けまり場と呼ばれる曲輪には土塁が残り、けまり場とその先に有る、月見堂と言われる曲輪の間に堀切が残る。更に月見堂の曲輪の先に2条の小堀切が残るが、立ち入りは出来ない。諏訪壇下、主郭（現在の学校のテニスコート)付近、切岸であった辺りには土塁の痕跡とみられる低い土盛りが有る。
- 太鼓櫓と呼ばれる郭が整備され、その真下にかつて通路としても使われた堀切が残る、更にその先にも堀切が有るが、立ち入りは出来ない（この堀切は陣屋坂からマンション越しに見て取れる）。七曲坂を上り切った所は太鼓櫓下の堀切を兼ねた道と七曲坂からの合流点を経た虎口跡である。相模陣稲荷一帯にはおんまや曲輪跡の一部が残っている。
- 清泉女学院校門前に安置されている巨石は、玉縄城遺構の一部といわれる。
- 立ち入りは出来ないが、城壁の役割を果たした、主郭外周の大土塁、帯曲輪が残る。
- その他立ち入りは出来ないが、細尾根に岩を砕いた堀切(七曲り坂に向かう道筋から民家越しに見て取れる。)、くいちがいと呼ばれる曲輪跡には土塁と空堀らしき地形が残る。

現在は2006年（平成18年）に設立された任意団体「玉縄城址まちづくり会議」が、龍寶寺境内の玉縄歴史館などを拠点に玉縄城跡の保護活動を推進しており、城の遺構を守るため、市に働きかけて「市民緑地制度」を活用して太鼓櫓跡を「植木1号市民緑地」として公園化したほか、市による城跡の史跡指定の方針が決定したという。

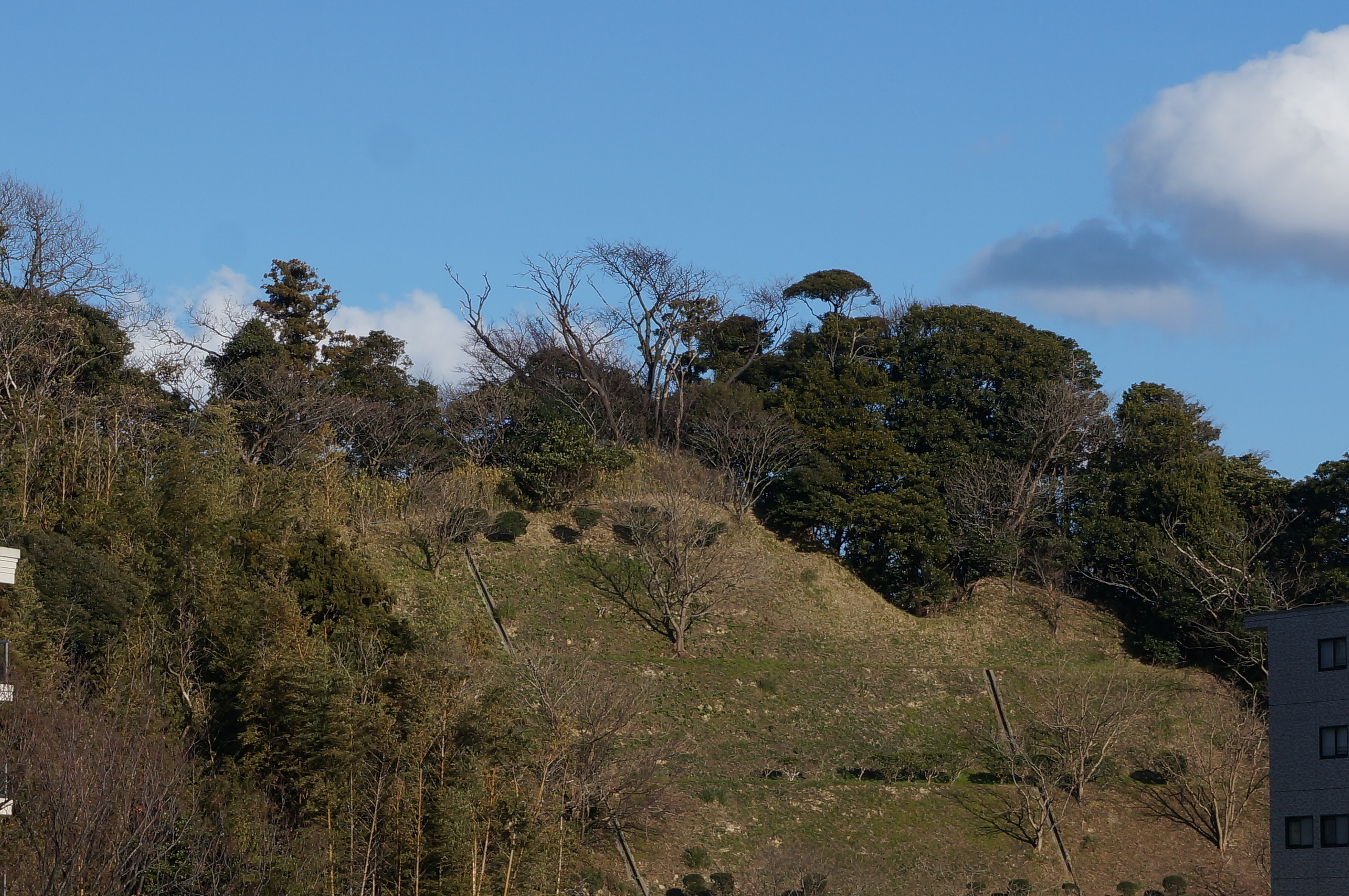
陣屋坂から堀切を見る
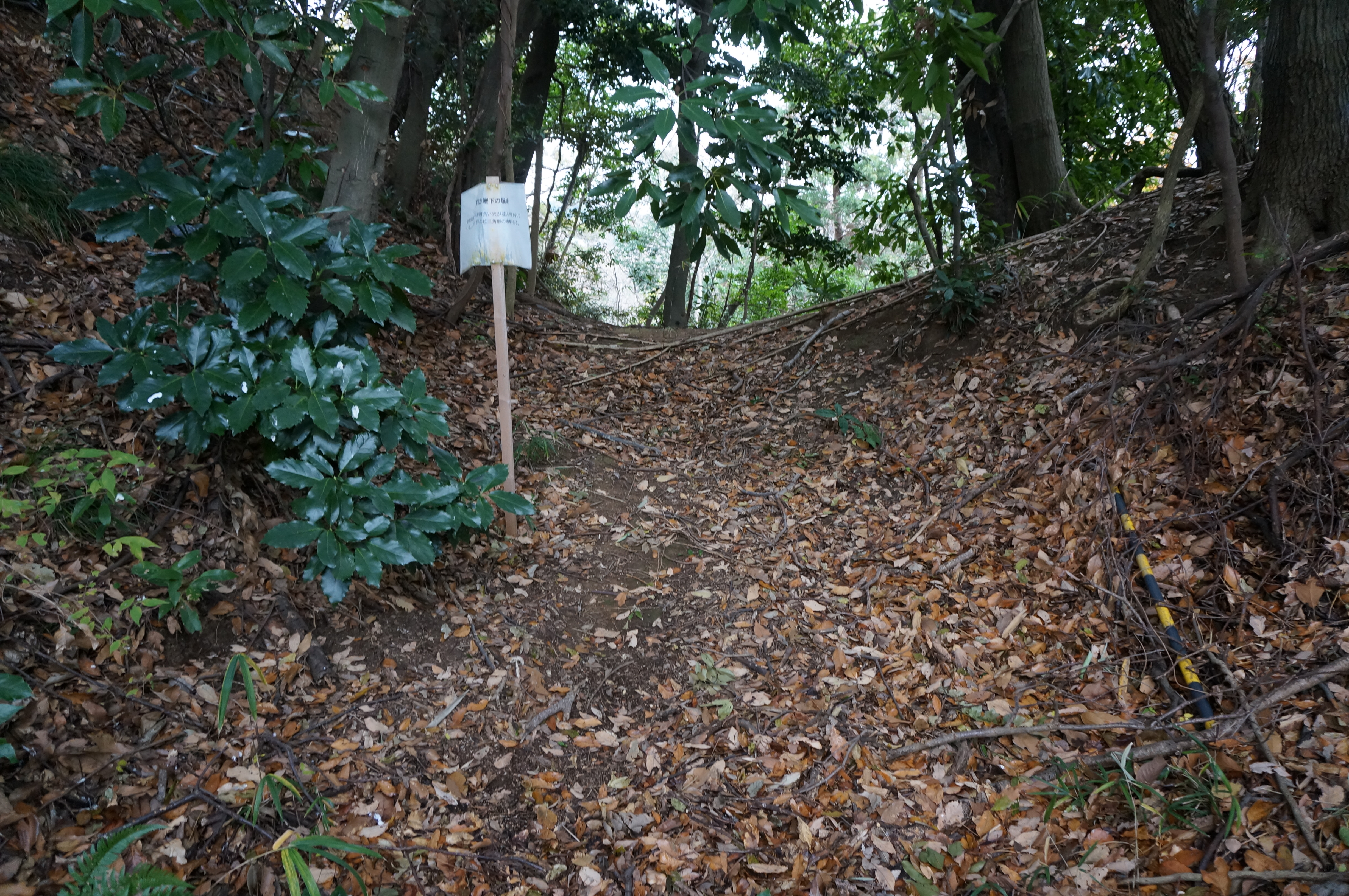
諏訪壇下の土塁もしくは土橋
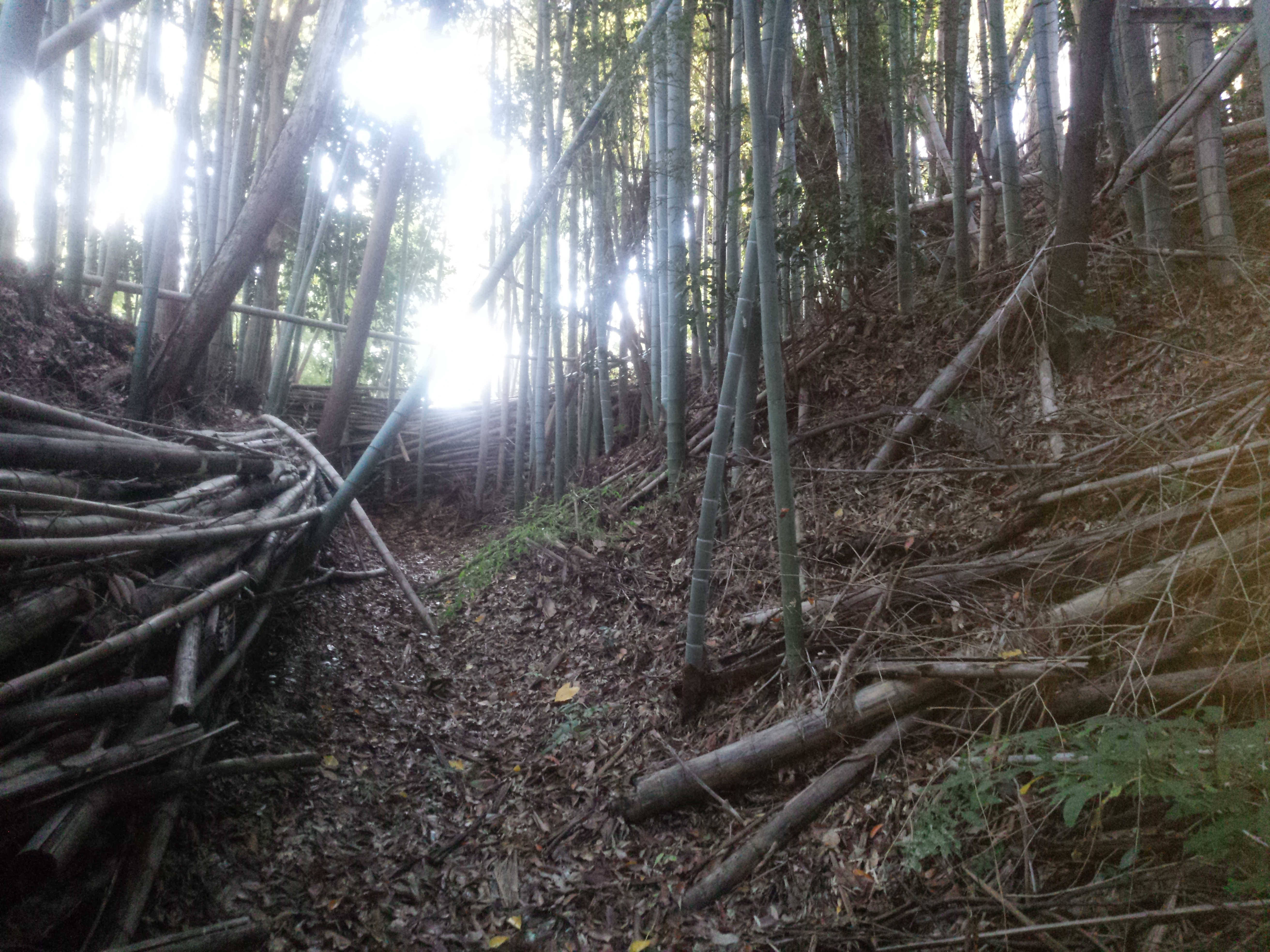
くいちがい曲輪に残る、空堀と土塁らしき地形
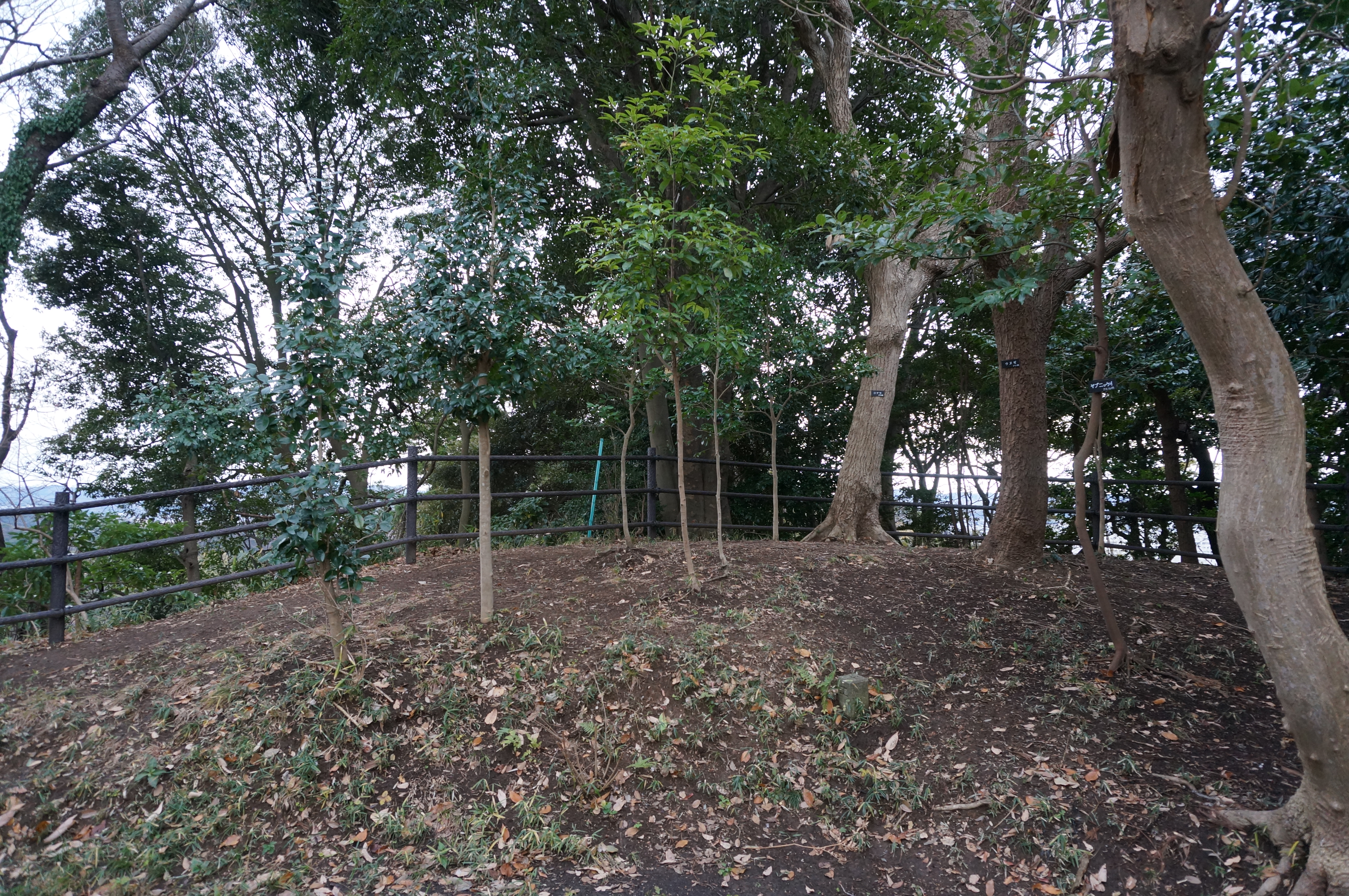
太鼓郭の現状
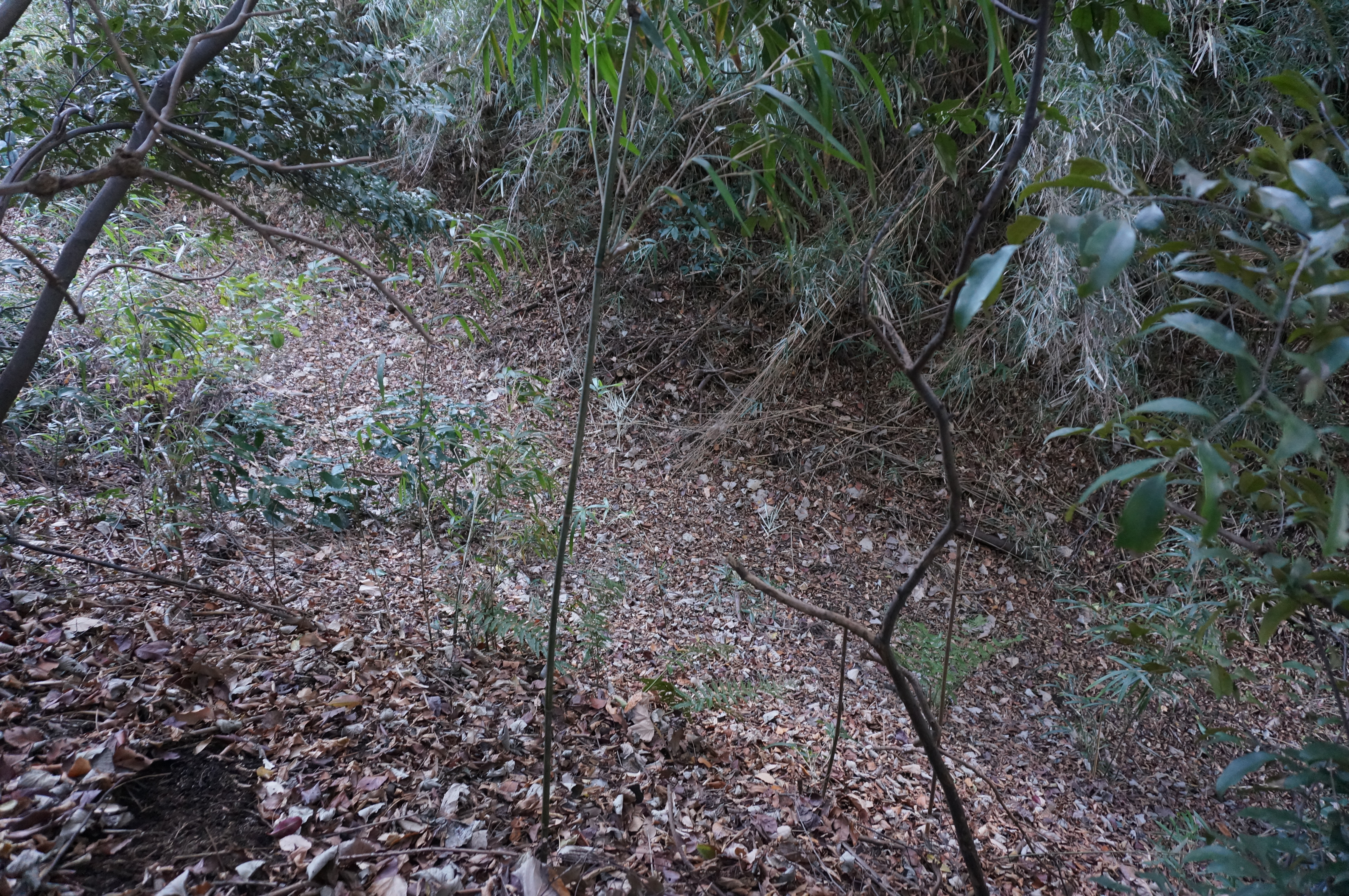
諏訪壇とけまり場間の堀切
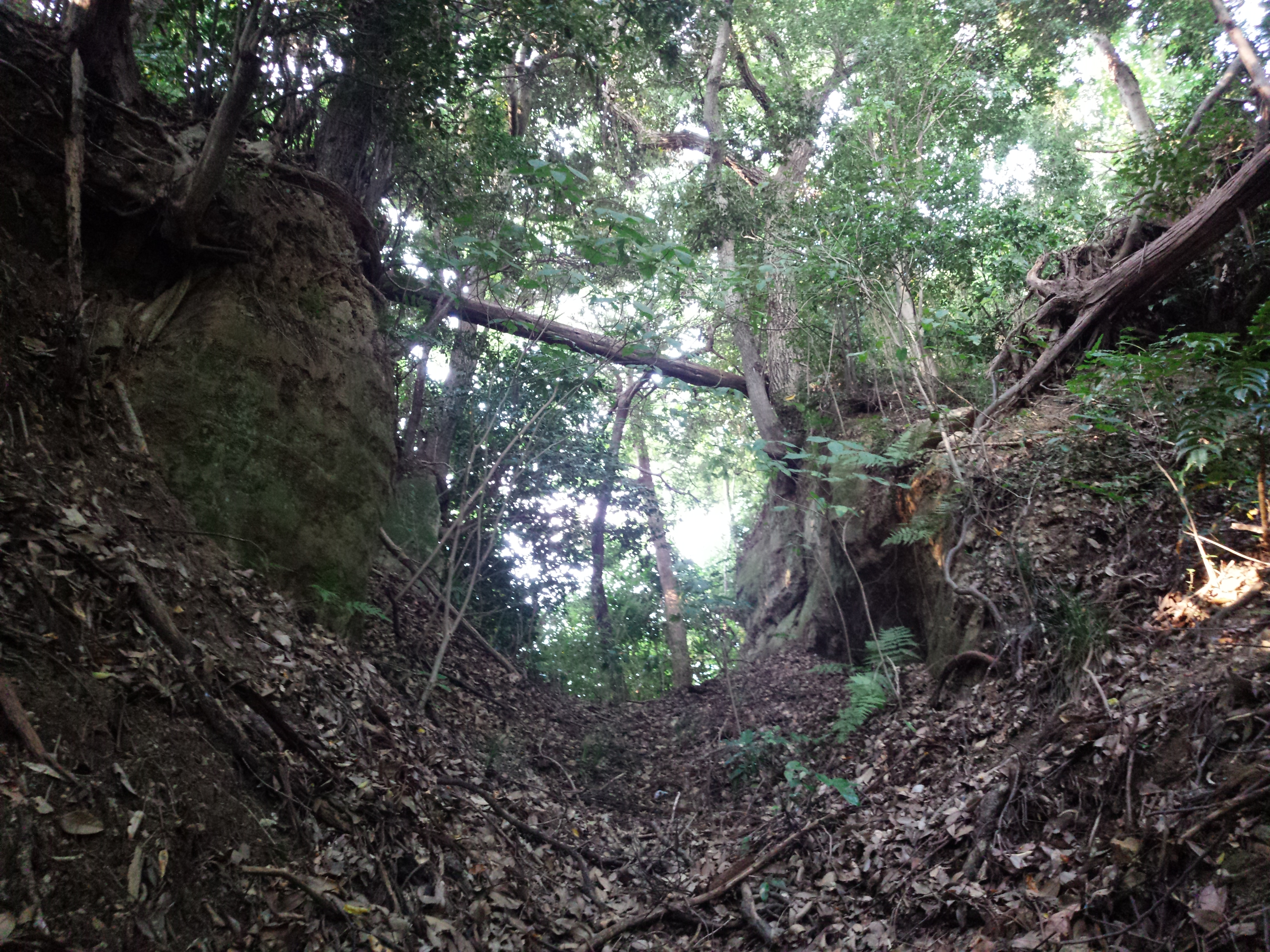
岩を砕いた堀切
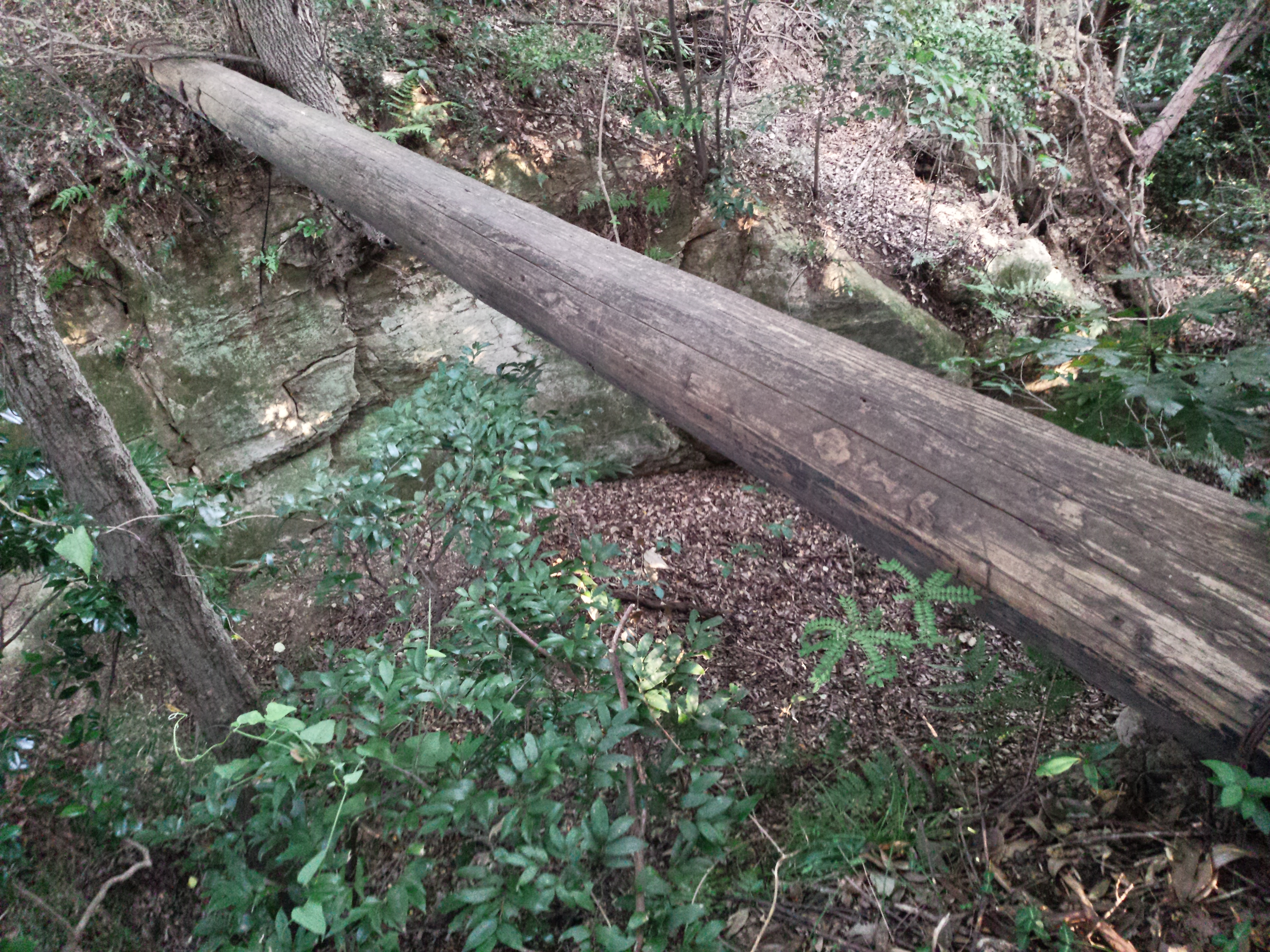
岩を砕いた堀切

## 支城（砦）
玉縄城の周辺には『鎌倉市史』などで支城と考えられている「玉縄城砦群」が分布しており、南西の藤沢市渡内に二伝寺砦がある。さらに南西の藤沢市村岡には村岡城（高谷砦）が、藤沢市藤が岡には御幣山城（御幣山砦）がある。また、北東の横浜市栄区には長尾城（長尾砦、長尾台の塁）跡が所在する。その他、龍寶寺砦がある。

## 歴代城主

### 後北条氏時代
1. 北条氏時
2. 北条為昌
3. 北条綱成
4. 北条氏繁
5. 北条氏舜
6. 北条氏勝

### 本多氏時代
1. 本多正信
2. 水野忠守

### 長沢松平氏時代（玉縄陣屋期）
1. 松平正綱
2. 松平正信
3. 松平正久

## 周辺の史跡

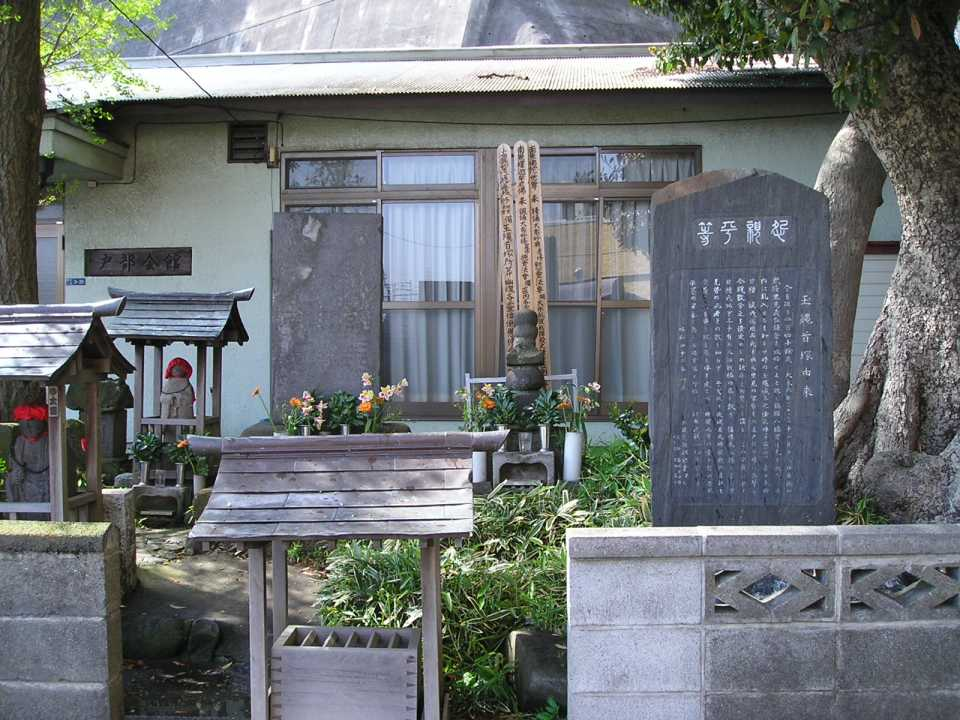
玉縄首塚。中央の五輪塔が首塚とされる。画面右手の案内板には里見氏側の大将を「里見義弘」としているが誤り。

- 龍寶寺-龍寶寺砦とも言われ、玉縄城の城主たちの供養塔がある（かつては背後の山にあったが、近年麓の寺に移された）。境内には2020年（令和2年）8月1日に開館した民間団体「玉縄城址まちづくり会議」が運営する歴史博物館の玉縄歴史館があり、玉縄城に関する復元図、ジオラマや出土したかわらけ、石つぶての石などが展示されている（有料）[12]。

- 玉縄首塚-甘縄首塚とも。1526年（大永6年）に起きた鶴岡八幡宮の戦い（大永鎌倉合戦）において里見氏に討ち取られた北条方の将を弔った塚で、柏尾川沿いに建っている。毎年8月19日に「玉縄史跡まつり」と題し供養を兼ねた祭りが開催されている。塚の脇には首塚の成立過程を記した1968年（昭和43年）建立の石碑が建っている。

## 後北条氏の主な城跡
- 小田原城
- 韮山城
- 河村城
- 津久井城
- 逆井城
- 足柄城
- 滝山城
- 三崎城
- 八王子城
- 江戸城
- 河越城
- 鉢形城
- 武州松山城
- 小机城
- 浦賀城
- 岩槻城
- 滝の城
- 下田城
- 栗橋城
- 牛久城
- 山中城